# Julius Theodor Engel
Julius Theodor Engel (* 15. Januar 1807 in Berlin; † 28. November 1862 in Bromberg) war ein deutscher Richter und Parlamentarier.

## Leben
Engel besuchte das Joachimsthalsche Gymnasium in Berlin und studierte danach Rechtswissenschaften an den Universitäten in Berlin und Rostock.
Nach dem Ersten Examen wurde er Referendar am Kammergericht und nach dem zweiten Examen zunächst Richter in Kulm in Westpreussen und 1844 Assessor bei der Bezirksregierung Marienwerder. Zuletzt war er Appellationsgerichtsrat am Appellationsgericht in Bromberg.

## Parlamentarier
Engel wurde 1848/1849 als Nachfolger des Abgeordneten Eduard Henning für den preußischen Wahlkreis 24 (Thorn) als Abgeordneter in die Frankfurter Nationalversammlung gewählt, wo er sich der Fraktion des Casino anschloss. Später gehörte er dem Preußischen Landtag als Abgeordneter an.